# Балашово (Одесская область)
Балашово (укр. Балашове) — село, относится к Раздельнянскому району Одесской области Украины.
Население по переписи 2001 года составляло 119 человек. Почтовый индекс — 66707. Телефонный код — 4860. Занимает площадь 0,4 км². Код КОАТУУ — 5125255101.

## Местный совет
66700, Одесская обл., Захарьевский р-н, пгт Захарьевка, ул. Одесская, 59